# Pilea pendula
Pilea pendula är en nässelväxtart som beskrevs av August Heinrich Rudolf Grisebach. Pilea pendula ingår i släktet pileor, och familjen nässelväxter. Inga underarter finns listade i Catalogue of Life.